# Boerderij de Caterstee (Kadoelen)

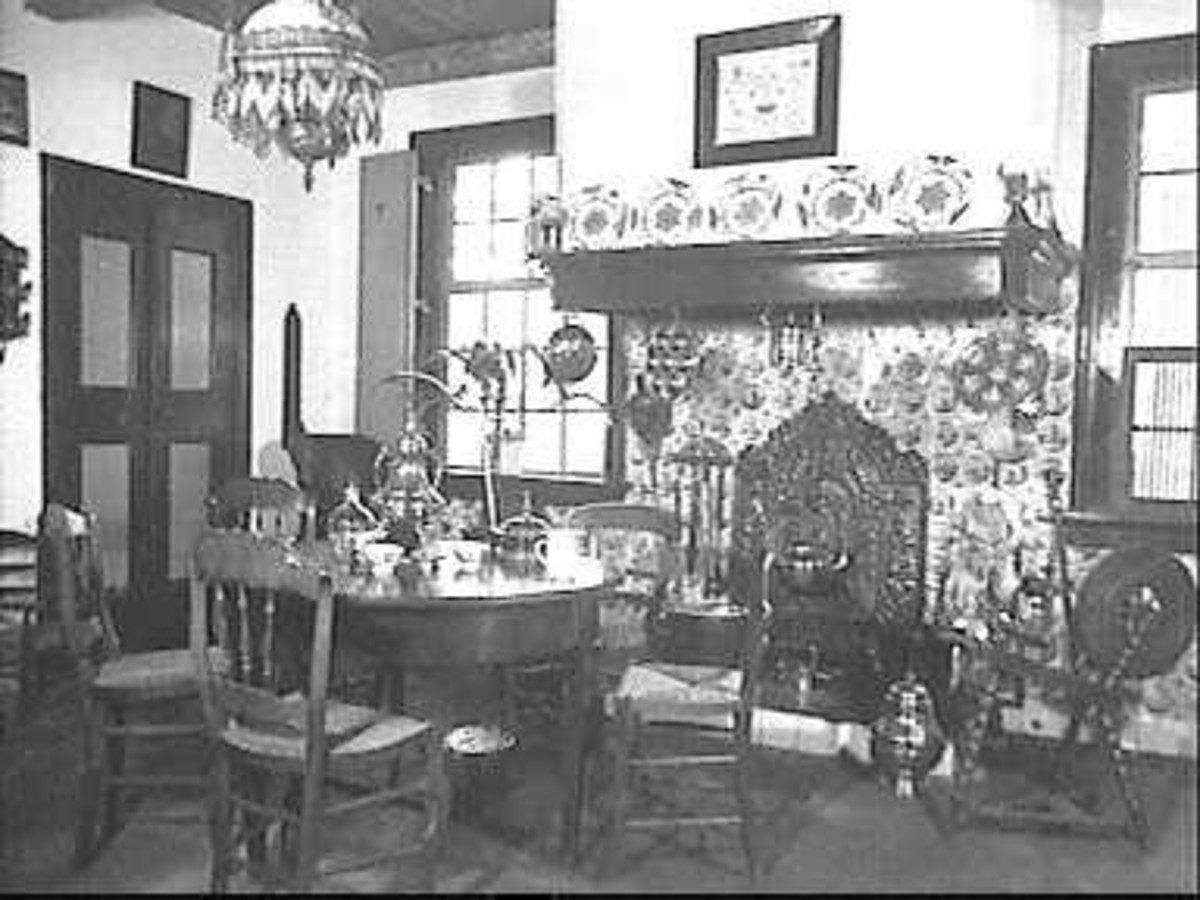
Interieur woongededeelte

Boerderij de Caterstee is een voormalige boerderij uit de Overijsselse buurtschap Kadoelen die tegenwoordig te bezichtigen is in het Nederlands Openluchtmuseum te Arnhem. 

## Geschiedenis
De boerderij was van het type hallenhuis met dwarsdeel en werd omstreeks 1800 gebouwd in Kadoelen (Overijssel).
De boerderij had een melkkamer, melkkelder en een grote stal. Daaraan is duidelijk op te maken dat de zuivelveeteelt voor deze boer erg belangrijk was. Er was plaats voor zestien koeien. Opvallend is de grote rosmolen die werd gebruikt voor het karnen. De boter werd op de markt verkocht.  
De naam van deze boerderij, De Caterstee, wil zeggen dat hier oorspronkelijk een keuter of kleine boer woonde.

## Museum
Omdat deze boerderij van historisch belang was, werd ze rond 1942 afgebroken en in het Nederlands Openluchtmuseum te Arnhem herbouwd. Deze herbouw kon pas in 1946 voltooid worden, door gebrek aan eikenhout. De boerderij is in het museum ingericht in de stijl van rond 1800.